# Genlisea
Genlisea, Rod mesoždernih vodenih trajnica i jednogodišnjeg bilja iz porodice Tusticovke (Lentibulariaceae). Postoji oko 30 vrsta (29) koje rastu po tropskoj Africi i Americi.
Ime roda dano je u čast francuske harfistice Félicité de Genlis. 

## Opis
Genlisea su rijetke, male, poluvodene, tropske biljke mesožderke, slične kopnenim mješinkama (Utricularia), ali s prepoznatljivim i jedinstvenim podzemnim zamkama koje se često opisuju kao "spiralne zamke za jastoge". Protozoe koje ulaze u zamku mogu ići samo u jednom smjeru, dalje u zamku, gdje se probavljaju. Genlisea su manje od jednog inča. Oni su neuobičajeni, čak i u svom staništu, koje je obično siromašno hranjivim tvarima, kao što su tresetne močvareili. Ograničene su na tropska područja Afrike, Madagaskara, Srednje i Južne Amerike.
Poput kopnenih mješinki, Genlisea nema korijenje, već kratku stabljiku koja se grana u nekoliko rašljastih spiralnih listova (rizofila). Listovi su tipično ovalno lopatičastog oblika i tvore malu rozetu. Cvjetovi su obično žuti ili ljubičasti, s ostrugom i 1-2+" (2-5+ cm) cvjetova po klasu. Sjemenke obično dolaze samo oprašivanjem između genetski različitih jedinki. Darwin je pretpostavio da su Genlisea mesojedi, što je dokazano nedavno. Baza stabljike ima izbočinu poput mjehura koja služi kao probavna komora. Iz nje se vuku dva kraka koja su uvijena poput vadičepa i imaju niz uskih prorezanih otvora, obrubljenih dlačicama usmjerenim prema gore. Mikroskopski organizmi, protozoe kao što je Paramecia, namamljuju se u “vadičepe” da se probiju jednosmjernim putem do probavne vrećice. Zamke moraju biti u vlažnimm uvjetima kako bi funkcionirale.
Genlisea se može razmnožavati iz sjemena posijanog na vlažnom tresetu na svjetlu, ili lakše iz listova ili "korijena". Biljke će se čak razviti iz cvjetnih listova.
Pojedinačne vrste roda Genlisea još nemaju uobičajena imena, osim generičkog.

## Vrste
1. Genlisea africana Oliv.
2. Genlisea angolensis R.D.Good
3. Genlisea aurea A.St.-Hil.
4. Genlisea barthlottii Porembski, Eb.Fisch. & Gemmel
5. Genlisea exhibitionista Rivadavia & A.Fleischm.
6. Genlisea filiformis A.St.-Hil.
7. Genlisea flexuosa Rivadavia, A.Fleischm. & Gonella
8. Genlisea glabra P.Taylor
9. Genlisea glandulosissima R.E.Fr.
10. Genlisea guianensis N.E.Br.
11. Genlisea hawkingii S. R. Silva, B. J. Plachno & V. Miranda
12. Genlisea hispidula Stapf
13. Genlisea lobata Fromm
14. Genlisea margaretae Hutch.
15. Genlisea metallica Rivadavia & A.Fleischm.
16. Genlisea multiflora A.Fleischm. & S.M.Costa
17. Genlisea nebulicola Rivadavia, Gonella & A.Fleischm.
18. Genlisea oligophylla Rivadavia & A.Fleischm.
19. Genlisea pallida Fromm & P.Taylor
20. Genlisea pygmaea A.St.-Hil.
21. Genlisea repens Benj.
22. Genlisea roraimensis N.E.Br.
23. Genlisea sanariapoana Steyerm.
24. Genlisea stapfii A.Chev.
25. Genlisea subglabra Stapf
26. Genlisea taylorii Eb. Fisch., Porembski & Barthlott
27. Genlisea tuberosa Rivadavia, Gonella & A.Fleischm.
28. Genlisea uncinata P.Taylor & Fromm
29. Genlisea violacea A.St.-Hil.